# Zakłady Włókien Chemicznych Chemitex-Celwiskoza

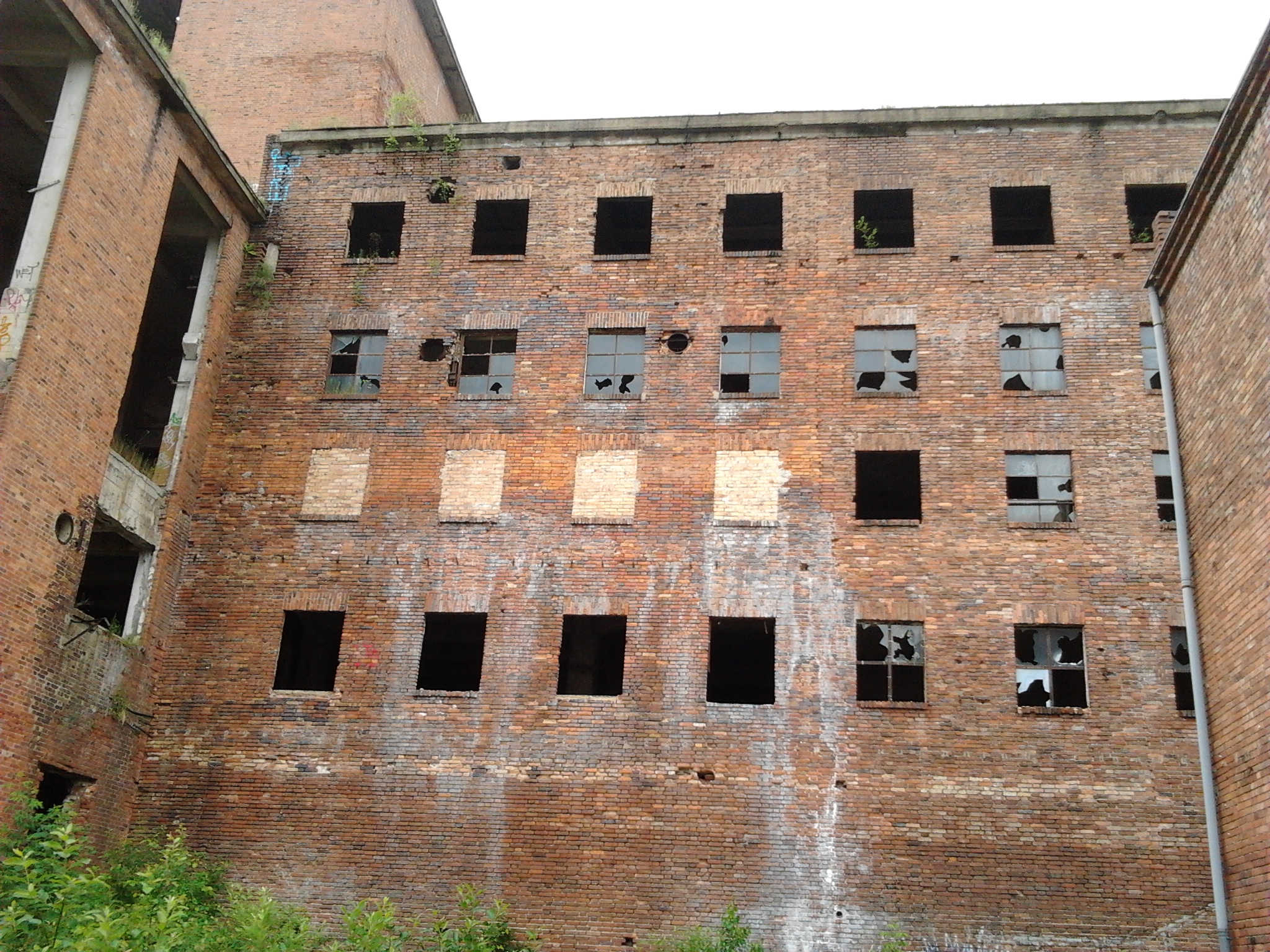
Jeden z budynków Celwiskozy z zewnątrz, wejście od ul. Karola Miarki

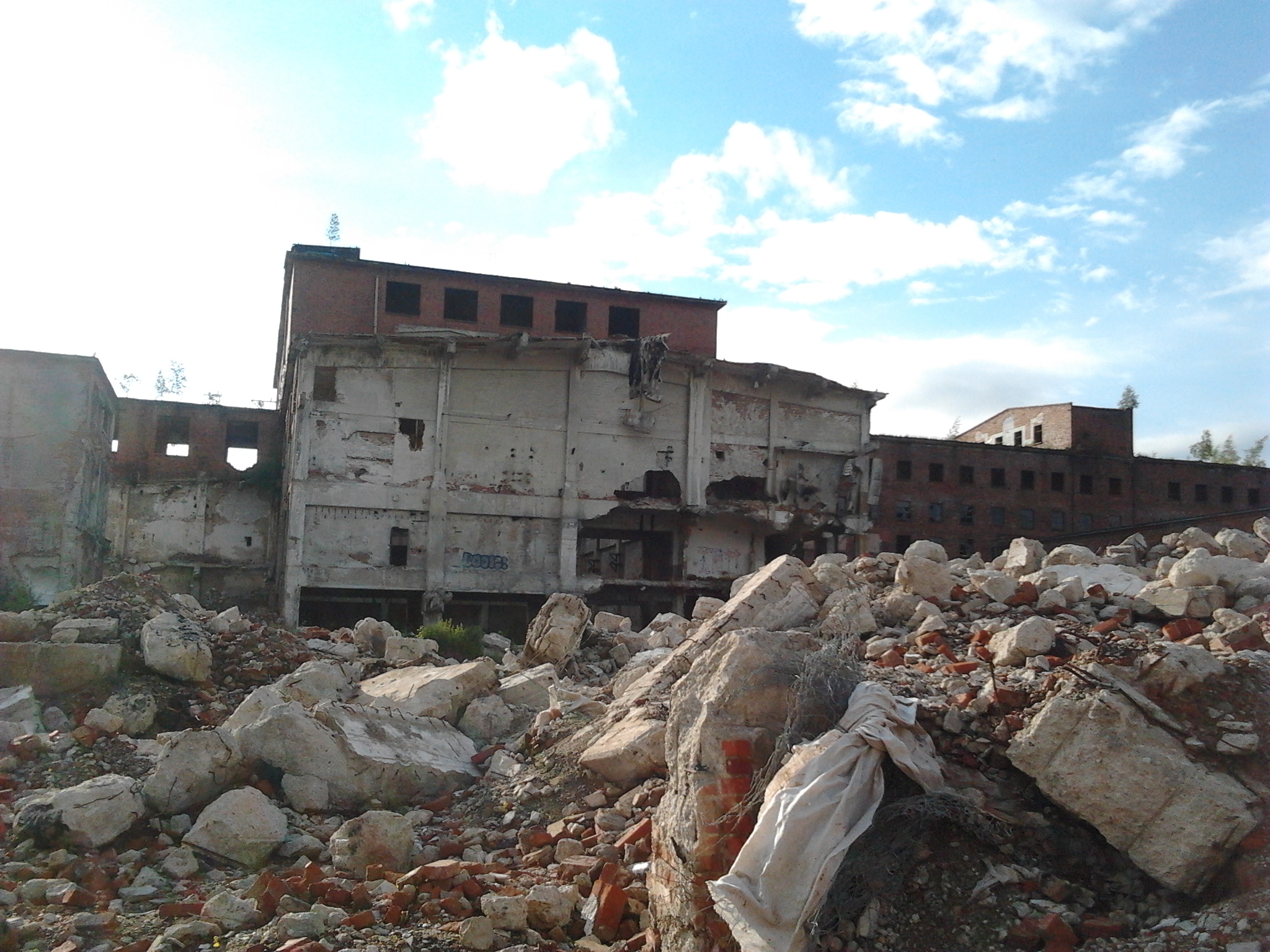
Gruzy przy Celwiskozie, wejście od strony ul. Karola Miarki

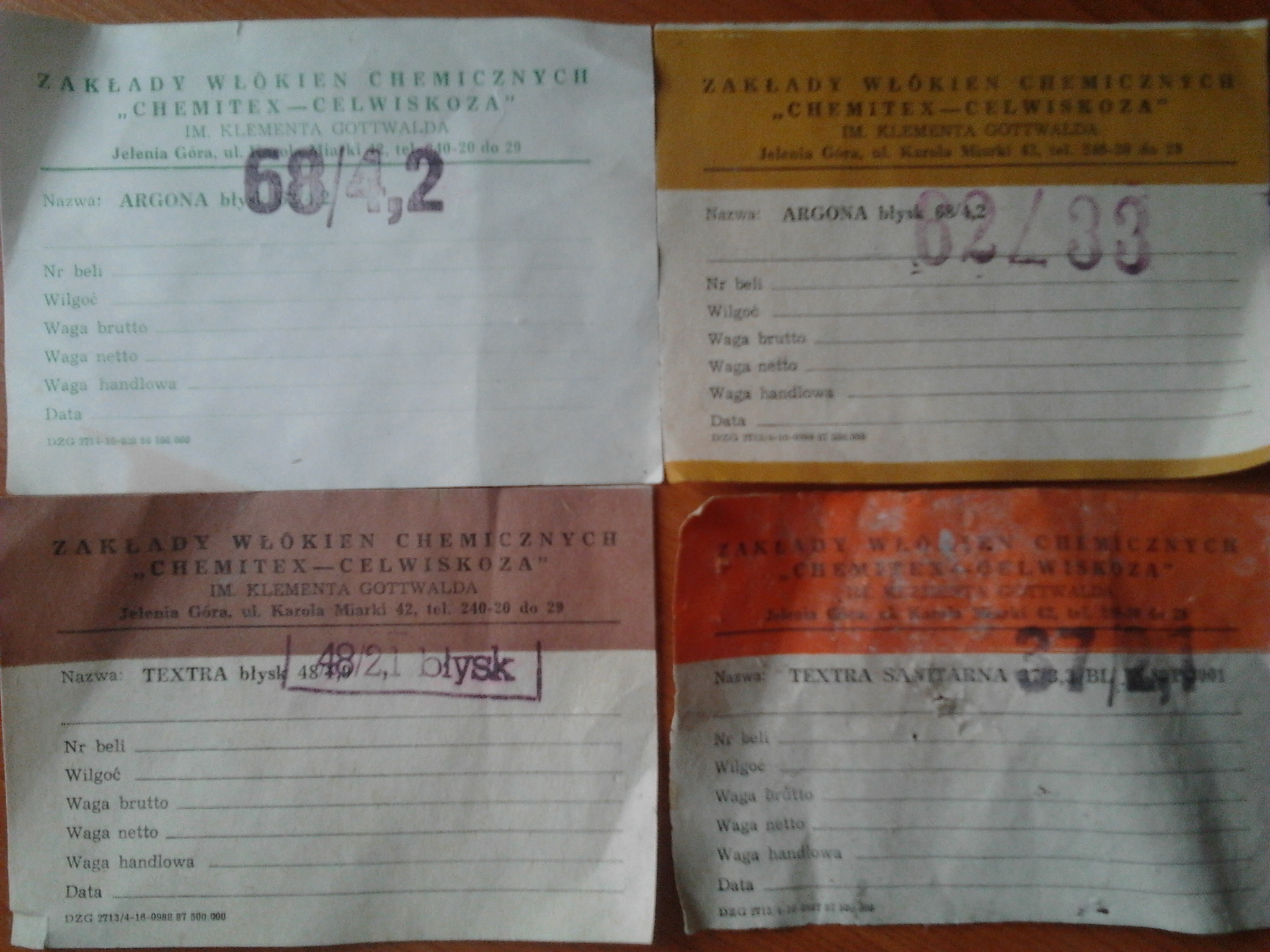
Karty identyfikacyjne wyrobów

Zakłady Włókien Chemicznych Chemitex-Celwiskoza (Cel[uloza],wiskoza) – zakłady produkcji włókien chemicznych, działające w latach 1947–1989, mieściły się przy ulicy Karola Miarki w Jeleniej Górze. W latach od 1953 do 1956 nosiły imię Klementa Gottwalda. Zostały zlikwidowane w roku 1989 z uwagi na ich wpływ na zanieczyszczenie środowiska, a w ich miejsce powołano Zakłady Chemiczne „Jelchem”.
Wartość wszystkich wyrobów wykonanych w 1970 przekroczyła miliard złotych; tego samego roku zakłady zrealizowały 101,5% planu. Same włókna syntetyczne były na 7. miejscu pod względem dochodowości dla regionu (pierwsze zajęły maszyny papiernicze). W ciągu 42 lat produkcji wiskozy (1947–1989) zakłady wyprodukowały 952 600 ton włókna wiskozowego (o wartości ponad 79 mld zł), a największe nasycenie produkcji osiągnęły w 1975 roku (ponad 31 tys. ton włókna). Zakłady wyprodukowały także 19 500 ton włókien poliestrowych, 563 435 ton celulozy, 1034 ton elastonu, 659 ton stilonu, 615 ton granulatu na zbyt i ok. 23 tys. sit poliuretanowych.
Po likwidacji zakładu część budynków wykorzystano m.in. pod biura, część jako magazyny, inne pozostały niezagospodarowane i nierozebrane. Ze względu na zbyt wysokie koszty rozbiórki pozostawiono także wszystkie cztery kominy, w tym najwyższy mierzący 150 m wysokości (jest to jednocześnie najwyższa budowla w Jeleniej Górze).

## Historia
Przed 1945 w tym miejscu znajdowały się Schlesische Zellwolle Aktiengesellschaft Hirschberg, gdzie rozpoczęto produkcję sztucznej wełny. Dokument o przejęciu fabryki przez władze polskie od wojsk radzieckich został podpisany 15 października 1945. Rozpoczęto odbudowę budynków fabryki. Zakłady założono w 1947 w ramach industrializacji ziem odzyskanych. Jak donosi „Wspólny Cel” z 10 kwietnia 1988, przy opracowywaniu koncepcji technologicznej i aparaturowej do dyskutujących należeli tacy specjaliści jak Atanazy Boryniec, Tadeusz Rosner i Jan Liwowski. Projektowaniem zajęło się Biuro Projektów Przemysłu Włókien Sztucznych w Szczecinie, zaś układem wentylacyjnym Czesi (autor nie wspomina osób czy nazwy biura).
W 1947 zakłady przekształcono w fabrykę włókien sztucznych. W styczniu tego roku rozpoczęto produkcję poliamidów. W 1951 połączono zakłady „Wiskoza” i „Celuloza” w jedno przedsiębiorstwo o nazwie będącej połączeniem obu – „Celwiskoza”. 22 lipca 1952 oddano do użytku zbudowaną od podstaw elektrociepłownię. Wytwarzano również celulozę, a od 15 października 1952 włókna celulozowe. Od 1 kwietnia 1953 Celwiskoza istniała jako „Jeleniogórskie Zakłady Celulozy i Włókien Sztucznych im. Klementa Gottwalda”; był on patronem tylko do 1956. Początek funkcjonowania zakładu był bardzo trudny, głównie z powodu braku wykwalifikowanych kadr. Sytuację zmieniło przeniesienie w 1954 około 250 wykwalifikowanym pracowników z terenu całej Polski, głównie z Łodzi i Tomaszowa. Ponadto po uruchomieniu produkcji zepsuła się wentylacja, przez co warunki w hali produkcyjnej stały się ciężkie, a zakład zyskał opinię niebezpiecznego dla zdrowia.
W 1959 rozpoczęto prace badawcze, by w przyszłości uruchomić produkcję włókien poliestrowych, dokładniej elany. W 1969 zaczęła się produkcja włókien elastycznych. W skład Celwiskozy (wtedy pod nazwą ZWCh „Chemitex-Celwiskoza”) wchodziły:
1. Wytwórnia Celulozy
2. Wytwórnia Włókien Celulozowych
3. Wytwórnia Włókien Syntetycznych
4. Wytwórnia Energetyczna
5. Zakład Mechaniczno–Remontowy
6. Wydział Gospodarki Wodnej i Ochrony Środowiska
7. Wydział Pomiarów i Automatyki

W okresie najintensywniejszego rozwoju zakłady liczyły niemal 5000 pracowników, z czego ¼ pochodziła z Jeleniej Góry. Do produkowanych wyrobów należały, prócz wełny, włókna wiskozowe, m.in. argona błysk, textra błysk oraz textra sanitarna. Intensywnie rozwijająca się Celwiskoza stanowiła wówczas jedyny w Polsce zakład produkujący watę. Miała swoją własną gazetę („Wspólny Cel” od 12.07.1953) i radiowęzeł.
Ze względu na brak możliwości unieszkodliwiania substancji powstających podczas produkcji włókna, okolica, jak i sam teren zakładów był silnie zanieczyszczony związkami siarki (w tym siarkowodoru). Nieczystości odprowadzano do Kamiennej, skąd trafiały do Bobru, a następnie do Jeziora Pilchowickiego. Oszacowano, że w ciągu 26 lat działalności zakładu (stan w latach 80. XX w.) do Bobru spłynęło z Celwiskozy 185 mln m³ zanieczyszczeń, zaś w powietrzu znalazło się około 1700 ton tioli. Na Bobrze tworzył się szaro-żółty, pienisty osad.
Na skutek nacisku społeczności 31 grudnia 1989 zlikwidowano wytwórnię celulozy. Decyzją Miejskiej Rady Narodowej i Wojewódzkiej Rady Narodowej z 1988, oraz Decyzją Ministra Ochrony Środowiska i Zasobów Naturalnych z 30 maja 1988 (podtrzymującą decyzję Dyrektora Ochrony Środowiska, Gospodarki Wodnej i Geodezji Urzędu Wojewódzkiego), 31 grudnia 1989 wstrzymano produkcję wiskozy i włókien celulozowych (co przełożyło się na likwidację wytwórni Zarządzeniem Ministra Przemysłu). Miały na to wpływ m.in. działania Ruchu Ekologiczno-Pokojowego „Wolę być”. Po likwidacji, około 250 byłych pracowników przeszło na wcześniejsze emerytury, 450 do innych zakładów, a 700 miało pozostać przy produkcji kleju i farb do betonu.

## Stan po likwidacji
Po likwidacji zakładów część terenu uporządkowano – niektóre budynki wyburzono, zlikwidowano instalacje wewnętrzne i zewnętrzne. W pozostałych budynkach, w szczególności w mniejszych halach, oraz w tych o prostej formie i konstrukcji powstały mniejsze przedsiębiorstwa. W roku 2004 funkcjonowało ich 28, w tym dwie hurtownie i stacja benzynowa. Na terenie dawnej Celwiskozy siedzibę ma również spółka Jelchem-KMC, produkująca karboksymetylocelulozę sodową. 
W latach 2004–2010 programem rekultywacji poprzemysłowych obszarów zdegradowanych objęto osadnik w Staniszowie (do którego spływały nieczystości z zakładu oraz zanieczyszczenia komunalne). Osadniki i kanały ściekowe w obrębie zakładów taką rekultywacją nie zostały objęte (stan w 2004).